# Ököritófülpös
Ököritófülpös ist eine ungarische Großgemeinde im Kreis Mátészalka im Komitat Szabolcs-Szatmár-Bereg. Sie besteht aus den drei Ortsteilen Fülpös, Mácsa und Ököritó. Ungefähr sechs Prozent der Bewohner zählen zur Volksgruppe der Roma.

## Geografische Lage
Ököritófülpös liegt 59 Kilometer östlich des Komitatssitzes Nyíregyháza und 14,5 Kilometer südöstlich der Kreisstadt Mátészalka an dem Fluss Szamos. Nachbargemeinden sind Cégénydányád, Rápolt, Porcsalma, Győrtelek, Géberjén und Fülpösdaróc.

## Geschichte
Im Jahr 1910 kam es zu Ostern am 27. März in einer zum Tanzsaal umfunktionierten Scheune, in der ein Ball veranstaltet wurde, gegen Mitternacht zu einer Brandkatastrophe, bei der über 300 Anwohner und Menschen aus der Umgebung in den Flammen ums Leben kamen und fast 100 weitere Menschen verletzt wurden.
1913 gab es in der damaligen Kleingemeinde Szatmárököritó, zu der auch Mácsa gehörte, 308 Häuser und 1901 Einwohner auf einer Fläche von 6221 Katastraljochen. Sie gehörte zu dieser Zeit zum Bezirk Csenger im Komitat Szatmár. In der Kleingemeinde Fülpos gab es 79 Häuser und 420 Einwohner auf einer Fläche von 730 Katastraljochen. Sie gehörte zu dieser Zeit zum Bezirk Fehérgyarmat im Komitat Szatmár.

## Gemeindepartnerschaften
- Albigowa, Polen
- Micula, Rumänien, seit 2019

## Sehenswürdigkeiten
- Gedenksäule für die Opfer der Feuerkatastrophe 1910
- Reformierte Kirche, im Ortsteil Fülpös, erbaut 1834 im klassizistischen Stil
- Reformierte Kirche, im Ortsteil Ököritó, erbaut 1804 im spätbarocken Stil
- Weltkriegsdenkmal

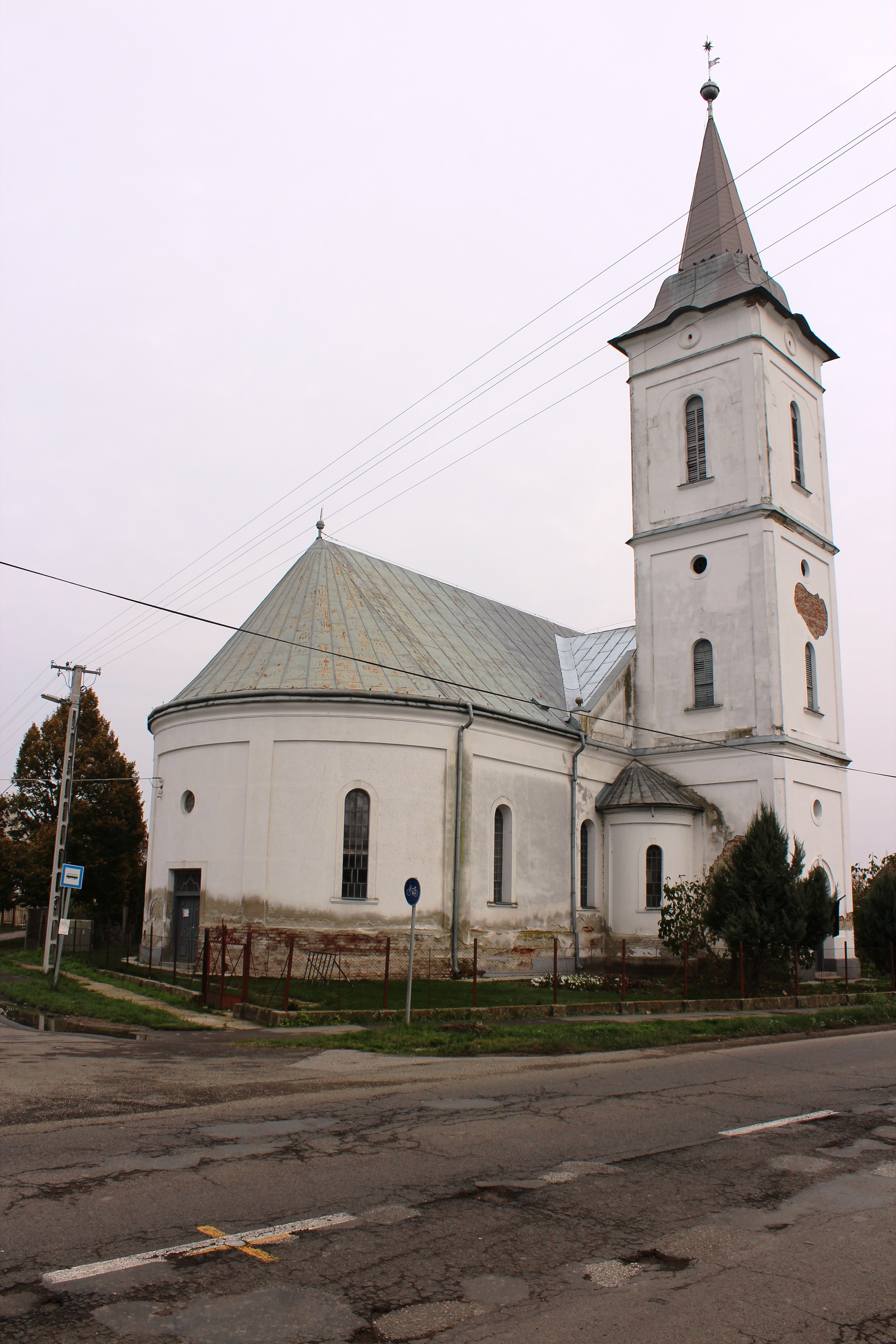
Reformierte Kirche im Ortsteil Ököritó
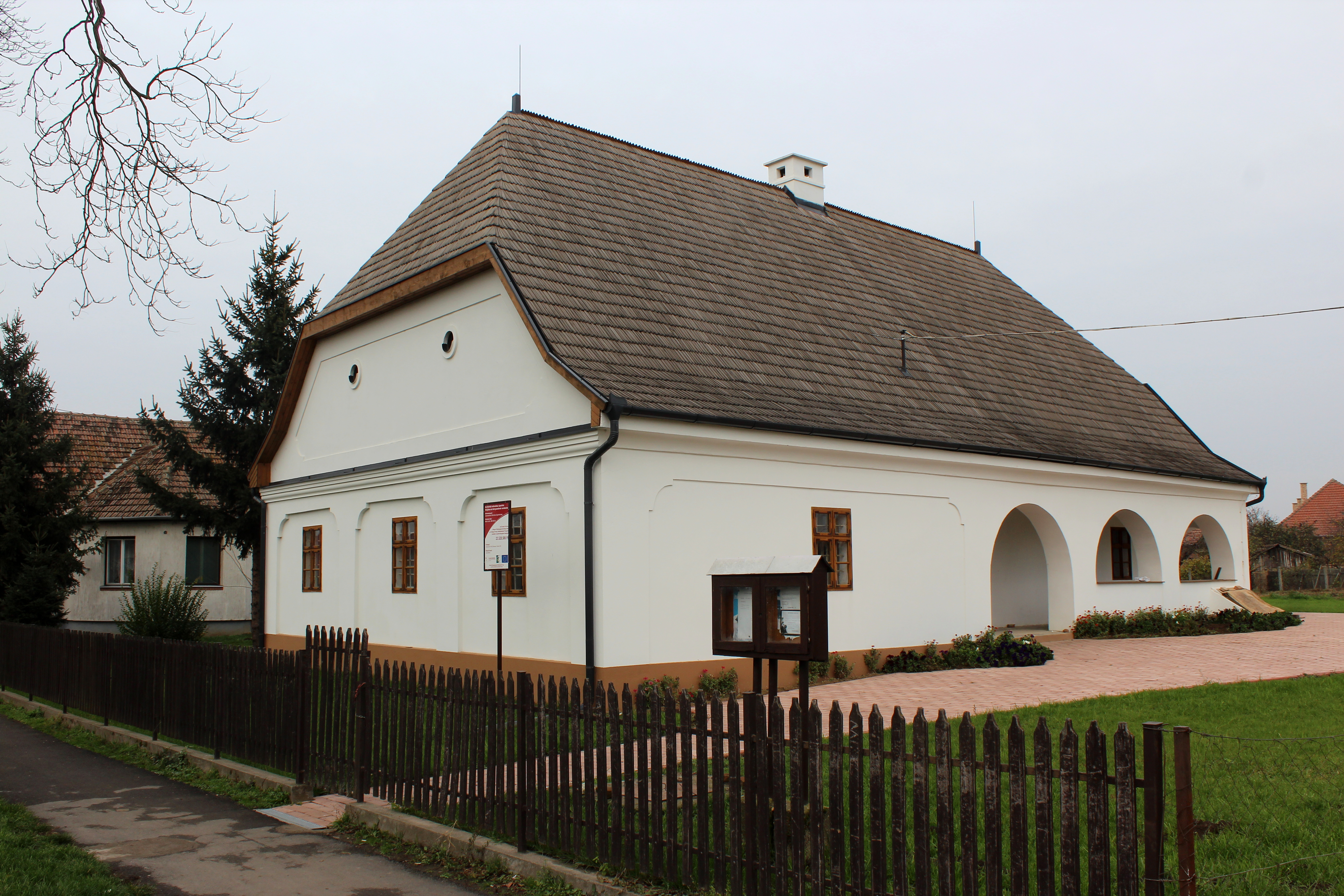
Reformiertes Pfarrhaus

## Verkehr
Durch Ököritófülpös verläuft die Hauptstraße Nr. 49. Es bestehen Zugverbindungen nach Csenger und Mátészalka, weiterhin gibt es Busverbindungen in alle umliegenden Gemeinden.